# Alain David
Alain Hugo David (* 26. Januar 1932 in Luxemburg; † 24. Juli 2022 in Paris) war ein französischer Leichtathlet.

## Leben
Alain David wurde 1953 sowie 1955–1957 französischer Meister über 100 Meter. Bei den Mittelmeerspielen 1955 in Barcelona gewann er Silber über 100 m und stellte dabei einen neuen Landesrekord auf. Ein Jahr später ging er bei den Olympischen Sommerspielen in Melbourne über 100 m sowie in der 4 × 100-m-Staffel an den Start. Bei den Mittelmeerspielen 1959 in Beirut holte er Bronze über 100 m und siegte mit der französischen 4 × 100-m-Staffel. Insgesamt bestritt er 30 Länderkämpfe für Frankreich.